# اس‌اس ارینپورا
اس‌اس ارینپورا (به انگلیسی: SS Erinpura) یک کشتی بود که طول آن ۴۱۱ فوت (۱۲۵٫۲۷ متر) بود. این کشتی در سال ۱۹۱۱ ساخته شد.